# Тейрукское нефтяное месторождение
Тейрукское нефтяное месторождение — одно из важных нефтяных месторождений России. Оно было открыто в 1968 году возле деревни Кинзебулатово, Ишимбайский район Башкирской АССР.

## История
Одно из важных нефтяных месторождений России. Оно было открыто в 1968 году возле деревни Кинзебулатово Ишимбайского района Башкирской АССР. Оно находится недалеко от Ишимбайского месторождения, которое эксплуатируется с 1932 года.
Это было время, когда всё возрастающий мировой спрос на нефть являлся важными стимулом для СССР, поскольку страна выживала за счет своих природных богатств, а с производством в стране было очень плохо — оно мало котировалось и практически, ничего, кроме оружия, на экспорт не продавалось. Одной из важнейших работ, которой уделялось внимание советским правительством, были разработки нефтяных месторождений. Таким важным объектом и стало открытое в 1968 году и сразу же освоенное Тейрукское нефтяное месторождение.
Данное месторождение является действующим и в настоящее время, эксплуатируется АНК «Башнефть». Однако за длительные десятилетия эксплуатирования запасы Тейрукского месторождения в значительной степени истощены. В настоящее время это истощение запасов затронуто пять месторождений нефти Ишимбайского района Республики Башкортостан (Тейрукское, а также: Алакаевское, Ишимбайское, Кусяпкуловское, Цветаевское). Это вызывает беспокойство у ГУ Центра занятости населения Ишимбайского района Республики Башкортостан — оно и понятно, ещё недавно преуспевающим работникам месторождений грозит безработица. Город Ишимбай и его поселки, по сути дела, выросли на Башкирской нефтедобывающей и нефтеперерабатывающей промышленности: посёлок геологов, где застройка носила временный характер, постепенно разрастался, велось капитальное строительство. Для транспортировки нефти была построена железнодорожная ветка Уфа-Ишимбаево (1934), на левом берегу реки Белой был пущен в эксплуатацию нефтеперерабатывающий завод (1933—1989).

## Характеристика
Геологически находится в Шихано-Ишимбайской седловине. Месторождение дало термин «тейрукский тип» для куполовидных складок рифов в южной части Предуральского краевого прогиба.
По горизонту пласта и его возрасту различается на артинско-сакмарский и среднекаменноугольный.
Тейрукское месторождение отличается от остальных тем, что лишь там встречаются песчаные коллектора в артинском ярусе (Артинский ярус — залегает с размывом. Известняки и доломиты светло-серые, кристаллические с прослоями голубовато-серых ангидритов).
Глубина залегания артинско-сакмарского горизонта 1021 метр, общая мощность пласта составляет 49 м. Дебит 2,7 тыс. м³ в сутки.
Глубина залегания среднекаменноугольного горизонта 1138 метр, общая мощность пласта составляет 140 м. Дебит 17 тыс. м³ в сутки.
В разработке месторождения участвовал Мурат Абдулхакович Камалетдинов.